# Berlin–Cottbus–Berlin 1948
Berlin–Cottbus–Berlin 1948 war die 33. Austragung des traditionsreichen Straßenradrennens Berlin–Cottbus–Berlin. Es wurde am 18. April ausgetragen. Veranstaltet wurden ein Rennen für Berufsfahrer über 260 Kilometer (Sieger Hans Preiskeit) und ein Rennen für Amateure über 175 Kilometer (Sieger Jakob Kropp) statt.

## Rennverlauf Berufsfahrer
Das Rennen (in zeitgenössischen Medien wurde es als Berlin–Kottbus–Berlin geführt) wurde von der Kommission Berufsradsport und der Tageszeitung Neues Deutschland ausgerichtet. Rund 80 Radrennfahrer waren am Start. Bis zum Wendepunkt in Cottbus blieb das Starterfeld zusammen. In Cottbus gab es eine Verpflegungspause von 30 Minuten. Die beiden Sieger des Prämienspurts Fritz Diederichs und Fritz Siefert wurden distanziert, da sie zum Teil im Windschatten eines Autos gefahren waren. Dadurch gewann Paul Kroll die Prämie. Bei Lübben initiierte Erich Bautz einen Ausreißversuch, dem fünf Fahrer folgten. Im Endkampf hatte Bautz Reifenschaden. Preiskeit gewann den finalen Sprint mit zwei Radlängen.

### Ergebnis Berufsfahrer
| Platz | Fahrer           | Team       | Zeit (h)        |
| ----- | ---------------- | ---------- | --------------- |
| 01.   | Hans Preiskeit   | Goldberg   | 7:10:00         |
| 02.   | Werner Richter   | Dürkopp    | gl. Zeit        |
| 03.   | Paul Süß         | Patria WKC | gl. Zeit        |
| 04.   | Erich Bautz      | Patria WKC | gl. Zeit        |
| 05.   | Hans Kaune       | Goldberg   | + 01:00 Minuten |
| 06.   | Werner Holthöfer | Rabeneick  | + 02:00 Minuten |
| 0 …   |                  |            |                 |

## Rennverlauf Amateure
Am Start waren Radrennfahrer aus allen vier Besatzungszonen. Für die Amateure war Lübben Wendepunkt des Rennens. Erst im Ort hatten die Fahrer der A-Klasse die Vorgabefahrer eingeholt. 18 Fahrer kamen gemeinsam ins Ziel. Auf der Zielgeraden gewann Jakob Kropp den Endsprint mit mehreren Radlängen Vorsprung.

### Ergebnis Amateure
| Platz | Fahrer         | Ort/Verein            | Zeit (h) |
| ----- | -------------- | --------------------- | -------- |
| 01.   | Jakob Kropp    | RV Zugvogel Aachen    | 4:48:45  |
| 02.   | Wilhelm Kubatz | Kreiensen             | gl. Zeit |
| 03.   | Adolf Jungheim | RV Zugvogel Aachen    | gl. Zeit |
| 04.   | Werner Gräbner | Sparte Friedrichshain | gl. Zeit |
| 05.   | Mertens        | RV Zugvogel Aachen    | gl. Zeit |
| 06.   | Heinz Böhm     | Sparte Zehlendorf     | gl. Zeit |
| 0 …   |                |                       |          |